# Fantasy – Götter, Krieger und Dämonen
Fantasy – Götter, Krieger und Dämonen war eine Heftromanreihe des Bastei-Verlages. Sie erschien vom 26. März 1985 bis zum 8. April 1986.

## Editionsgeschichte
Fantasy war die einzige Fantasy-Reihe des Bastei-Verlages, die als Heftroman erschien. Dabei kamen sowohl eigenständige Romane als auch Subserien zum Abdruck. Einige der Subserien wurden auch nach Einstellung im Taschenbuch fortgeführt. Es erschienen sowohl den Subgenres Schwert und Magie als auch High Fantasy zuzurechnenden Romane.

## Subserien
Innerhalb der Reihen erschienen mehrere Subserien.
Eine der Serien war Die Geschichte eines Zauberlehrlings von Viktor Sobek. Diese Subserie wurde nach der Einstellung in drei Taschenbüchern innerhalb der Taschenbuchreihe Goldmann Fantasy unter dem neuen Subserientitel Omno & Jobab zum Ende geführt.
Eine weitere Serie war Straße der Götter von Rolf Michael und Werner K. Giesa. Innerhalb der Reihe erschienen nur Hefte von Rolf Michael, dieser führte die Handlung zudem im Bastei-Lübbe Taschenbuch (drei Bände) fort. Die drei bereits geschriebenen Romane von Giesa wurden von diesem umgearbeitet und erschienen dann innerhalb der Serie Professor Zamorra – wo er diese Fantasywelt integrierte und dort etliche Romane spielen ließ. Der innerhalb der Fantasywelt der Straße der Götter spielenden Zyklus der Serie Professor Zamorra (Hefte 186 bis 191) wurde später auch als Taschenbuch bei Bastei-Lübbe veröffentlicht. Zwei bereits fertige Romane von Rolf Michael wurden zum Taschenbuch im Bastei-Lübbe-Verlag zusammengefasst und durch zwei weitere Taschenbücher der Zyklus beendet.
Von Wolfgang Hohlbein erschien die Subserie Herz des Waldes. Diese wurde später leicht erweitert auch als Taschenbuch innerhalb von Goldmann Fantasy abgedruckt und später, zu einem Sammelband zusammengefasst, erneut aufgelegt.
Von Alfred Wallon wurde die Subserie Die Saga von Thorin dem Krieger unter Realnamen geschrieben. Die Subserie wurde später im Eigenverlag fortgesetzt und nach dem Ende der Fortsetzungsserie von verschiedenen Verlagen als Paperback fortgeführt und teils überarbeitet nachgedruckt.

## Autoren
Die Romane wurden geschrieben von Walter Appel als Earl Warren, Wolfgang Hohlbein als Henry Wolf, Andreas Brandhorst und Karl-Ulrich Burgdorf als Andreas Weiler, Rolf Michael als Erlik von Twerne, Alfred Wallon unter Realnamen, Dan Kelly, Ralph Tegtmeier als Viktor Sobek, Karl-Ulrich Burgdorf als Harald Münzer, Frank Rehfeld als Frank Thys sowie Gerhard Klein als Derek Hart.

## Hefte
| #  | Autor            | Titel                            | Jahr |
| -- | ---------------- | -------------------------------- | ---- |
| 01 | Andreas Weiler   | Die Macht der Träume             | 1985 |
| 02 | Erlik von Twerne | Drachenzauber                    | 1985 |
| 03 | Henry Wolf       | Der Waldkönig                    | 1985 |
| 04 | Dan Kelly        | Die Prinzessin und das Tier      | 1985 |
| 05 | Viktor Sobek     | Die Schatten-Meister             | 1985 |
| 06 | Erlik von Twerne | Drachenblut                      | 1985 |
| 07 | Henry Wolf       | Der Sohn des Waldkönigs          | 1985 |
| 08 | Alfred Wallon    | Tempel der vergessenen Helden    | 1985 |
| 09 | Viktor Sobek     | Die Zauberprobe                  | 1985 |
| 10 | Alfred Wallon    | Der Schatz von Samorkand         | 1985 |
| 11 | Earl Warren      | Morgana, die schwarze Rose       | 1985 |
| 12 | Henry Wolf       | Das Erbe des Waldkönigs          | 1985 |
| 13 | Alfred Wallon    | Die Insel des Meergottes         | 1985 |
| 14 | Erlik von Twerne | Drachentod                       | 1985 |
| 15 | Earl Warren      | Morgana und der Geist des Berges | 1985 |
| 16 | Dan Kelly        | Der Pfeifer von Lidrod           | 1985 |
| 17 | Harald Münzer    | Die Höllenfahrt des Hengist      | 1985 |
| 18 | Harald Münzer    | Das Land im Mahlstrom            | 1985 |
| 19 | Earl Warren      | Morgana und der Zaubervogel      | 1985 |
| 20 | Viktor Sobek     | Die Hexe der goldenen Träume     | 1985 |
| 21 | Earl Warren      | Morgana und die Todesgöttin      | 1986 |
| 22 | Frank Thys       | Das Zauberschwert von Dunsibar   | 1986 |
| 23 | Erlik von Twerne | Drachenkampf                     | 1986 |
| 24 | Frank Thys       | Die Dämmerschmiede               | 1986 |
| 25 | Derek Hart       | Herrin der Wölfe                 | 1986 |
| 26 | Viktor Sobek     | Im Reich der toten Götter        | 1986 |
| 27 | Alfred Wallon    | Die Höhle des Zyklopen           | 1986 |
| 28 | Earl Warren      | Morganas Zauberfahrt             | 1986 |

Ein weiterer Roman von Dan Kelly war bereits fest eingeplant. Auf Grund seines Umfanges wäre dieser jedoch zu kürzen gewesen oder hätte als Zweiteiler erscheinen müssen. Der Roman erschien dann 1988 als Taschenbuch bei Bastei-Lübbe.